# Charles Lenormant
Pour les articles homonymes, voir Lenormant.
Charles Lenormant, né à Paris le 1er juin 1802 et mort à Athènes le 22 novembre 1859, est un archéologue, égyptologue et numismate français, qui fut professeur au Collège de France et conservateur au Cabinet des antiques et des médailles de la Bibliothèque nationale.

## Biographie
Charles Lenormant est né à Paris le 12 prairial an X (1er juin 1802) de Charles François Lenormant, notaire, et Cécile Gravier. Son père meurt en 1816 et Charles se consacre aux études dans le goût classique au lycée Charlemagne. En 1824-1825, il entreprend le Grand Tour, et son voyage autour de la Sicile lui révèle les antiquités grecques. Il est nommé, en 1825, inspecteur des Beaux-Arts, aux côtés de Lancelot-Théodore Turpin de Crissé.
Le milieu socioculturel dans lequel il va évoluer à partir de 1826, date à laquelle il épouse Amélie Cyvoct (1803-1893), la nièce et fille adoptive de Madame Récamier (1777-1849), est un élément déterminant dans ses futures prises de positions culturelles, politiques et religieuses. Il avait rencontré cette jeune fille à Naples, lors du séjour hivernal en cette ville de Mme Récamier.
En 1828, sur les recommandations de Récamier, il accompagne Jean-François Champollion dans son premier voyage en Égypte, en tant que journaliste pour la revue Le Globe. Il en revient passionné pour l'Égypte antique et les hiéroglyphes, domaine alors nouveau. L'année suivante, il embarque pour l'expédition militaire et scientifique de Morée (Grèce), en tant que sous-directeur de la section archéologie, mais ne s'entend pas avec Raoul-Rochette : il continue seul son exploration des alentours de l'île d'Égine mais ne peut pénétrer à Athènes.
En 1829, il est nommé membre français du tout nouvel Institut de correspondance archéologique établi à Rome.
Il écrit pour la Revue de Paris et au lendemain de la révolution de juillet 1830, en août, il est remarqué par François Guizot qui le fait entrer au sein du gouvernement provisoire en tant que directeur de la section des Beaux-Arts ; en novembre, démissionné, Charles Lenormant finit par se maintenir relativement à distance de la politique pour se consacrer entièrement à une carrière muséale et enseignante, protégé par Guizot durant tout le règne de Louis-Philippe.
Fin 1830, il est nommé membre de l'inspection générale des Monuments historiques. En 1831-1832, il écrit pour Le Temps, portant son regard critique sur les artistes contemporains exposés au Salon, ce qu'il ne cessera pas de faire durant toute sa vie.
En 1832, il devient ensuite conservateur à la bibliothèque de l'Arsenal, puis deux ans plus tard, il est nommé professeur à la Sorbonne à la chaire d'histoire ancienne en remplacement de Guizot. Conservateur au département des Imprimés (1837), il est élu membre de l'Académie des inscriptions et belles-lettres en 1839 et l'année suivante, nommé au poste de conservateur-adjoint au Cabinet des médailles de la Bibliothèque royale et finit par succéder à l'égyptologue Jean-Antoine Letronne ; c'est par ce dernier que Lenormant est nommé chevalier de la Légion d'honneur en 1837.
Un nouveau tournant s'opère dans sa carrière : en 1841, sous couvert d'une mission culturelle, il effectue sur l'ordre de Guizot, alors ministre des Affaires étrangères, une mission diplomatique en Grèce, accompagné de Jean-Jacques Ampère et de Prosper Mérimée. Ampère, dans ses mémoires, raconte comment ce voyage aurait changé la vie de Charles Lenormant et comment ce dernier se serait véritablement converti à un catholicisme militant, tandis que les idées positivistes gagnaient certaines élites. À partir de ce voyage, son engagement religieux est de plus en plus présent dans ses écrits et dans son enseignement.
En 1845, à la suggestion de ses amis et collègues Theodor Panofka et d'August Böckh, il devient membre correspondant de l'Académie des sciences de Prusse.
Son prosélytisme religieux lui cause des problèmes près deux ans avant les journées révolutionnaires de 1848 quand les étudiants de la Sorbonne sont rendus furieux par l'éviction visiblement politique d'Edgar Quinet du Collège de France : pour apaiser ceux-ci, Lenormant démissionne. Il refonde dans la foulée Le Correspondant, en un journal militant religieux de confession catholique, dans lequel il mène un combat sans fin pour la liberté de l'enseignement.
En 1849, il est nommé professeur de langue égyptienne au Collège de France à la chaire d'archéologie, créée par Champollion, et en remplacement de Letrone (mort en 1848). Il devient un correspondant assidu de la Revue archéologique.
Durant près de dix ans, il publie de nombreuses études en étroite collaboration avec Jean de Witte.
Il est l’un des principaux fondateurs le 4 avril 1856, de l'Œuvre des Écoles d'Orient plus connue actuellement sous le nom de l'Œuvre d'Orient avec le célèbre mathématicien Augustin Louis Cauchy. Il est vice-président de son premier conseil général jusqu’à sa mort.

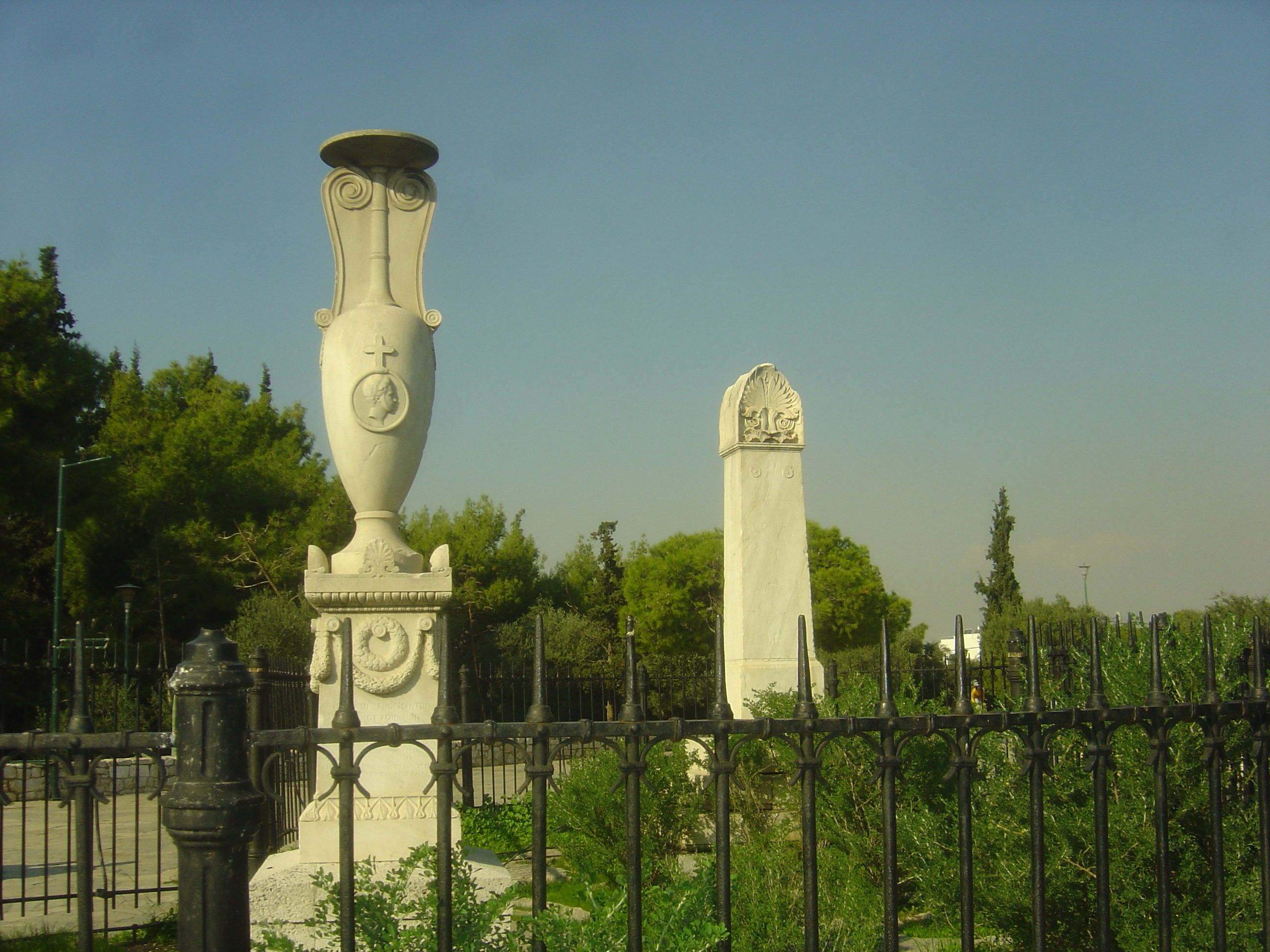
Son monument funéraire à Colone (Athènes, 2014).

Il meurt d'une fièvre le 22 novembre 1859 à Athènes, alors qu'il était en compagnie de son fils François pour un voyage d'étude. Son cœur a été placé dans une urne située dans le cimetière de Colone, à côté du tombeau de Karl Otfried Müller qu'il admirait.

## Vie privée

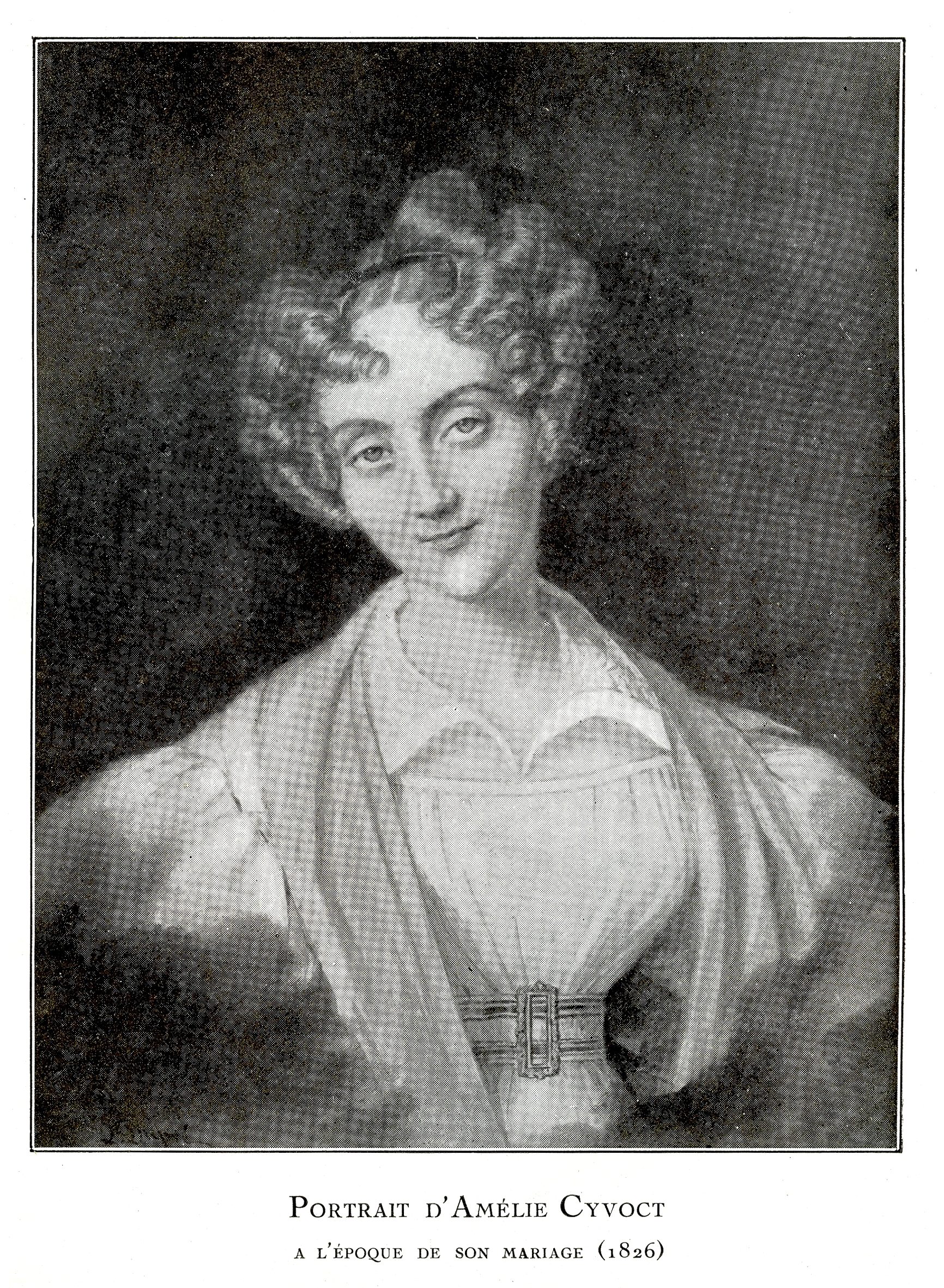
Amélie Cyvoct, à l'époque de son mariage (1826)

Son épouse est Amélie Cyvoct (1803-1893), nièce et fille adoptive de Juliette Récamier, auteur de Souvenirs et correspondance tirés des papiers de Mme Récamier (Paris, 1859).
Son fils est François Lenormant (1837-1883), professeur d'archéologie à la Bibliothèque nationale, membre de l'Institut.
Sa fille Paule épouse Louis de Loménie, professeur au Collège de France et membre de l'Académie française.
Son petit-fils est Charles-Jean-Joseph Lenormant (1875-1948), professeur de chirurgie des hôpitaux de Paris, membre de l'Académie de médecine, Croix de guerre 1914-1918.

## Écrits
L'invention et l'originalité de Charles Lenormant résident essentiellement dans le transfert qu'il opère de la sphère sémiologique textuelle à la sphère visuelle. Ces tentatives de lecture de l'image, en particulier sur les vases grecs, trouvent leur place parmi les tâtonnements qui annoncent les lectures iconographiques du XXe siècle.

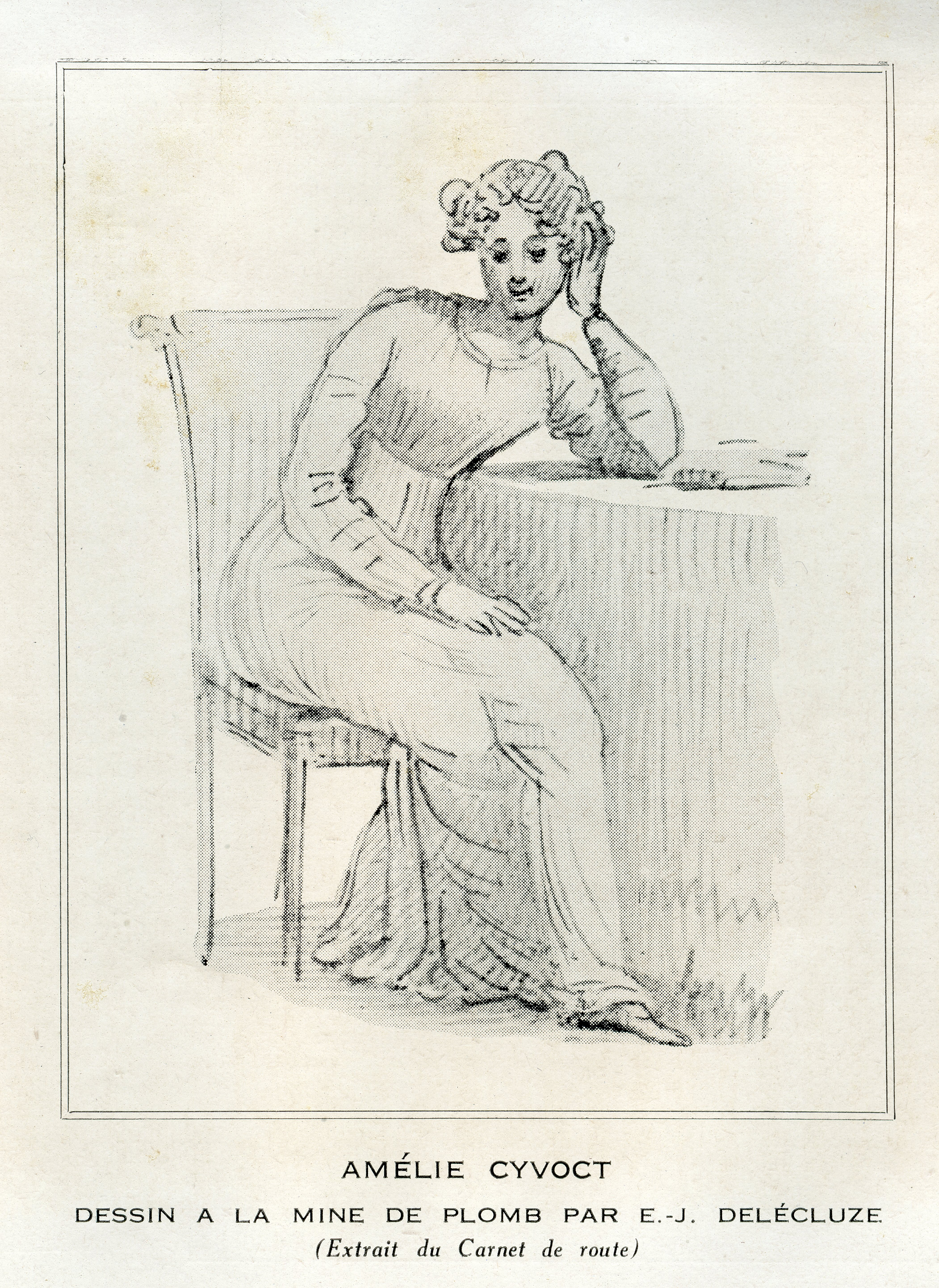
Dessin d'Étienne-Jean Delécluze, terminé le 8 avril 1824, représentant Amélie Cyvoct, future Mme Lenormant.

- Charles Lenormant et Paul Delaroche (éditeurs), Trésor de numismatique et de glyptique, ou Recueil général de médailles, monnaies, pierres gravées, bas-reliefs, tant anciens que modernes, les plus intéressants sous le rapport de l'art et de l'histoire, avec figures gravées par Henriquel-Dupont (procédé Achille Collas), Paris, Rittner et Goupil et Vve Lenormant, 1831-1850, en 20 volumes — lire en Gallica.
- Avec Jean de Witte, Élite des monuments céramographiques : matériaux pour l'histoire des religions et des mœurs de l'Antiquité, Paris, L. Bourgeois-Maze, puis Leleux, 1837-1861 [posth.], 4 volumes.
- Essai sur le texte grec de l'inscription de Rosette, Paris, Leleux, 1840.
- Rabelais et l'architecture de la Renaissance : restitution de l'abbaye de Thélème, J. Crozet, 1840 [lire en ligne]
- Musée des antiquités égyptiennes, ou Recueil des monuments égyptiens, architecture, statuaire, glyptique et peinture, accompagné d'un texte explicatif, Paris, Leleux, 1841.
- François Gérard, peintre d'histoire, essai de biographie et de critique, Paris, V.-A. Waille, 1846.
- Découverte d'un cimetière mérovingien à la chapelle Saint-Éloi (Eure), Paris, C. Douniol, 1854.
- Ary Scheffer, Paris, C. Douniol, 1859.